# Wydział Nauk o Sporcie Akademii Wychowania Fizycznego we Wrocławiu
Wydział Nauk o Sporcie Akademii Wychowania Fizycznego we Wrocławiu (WNoS AWF we Wrocławiu) – był jednym z 3 i najmłodszym z wydziałów Akademii Wychowania Fizycznego we Wrocławiu, powstały w 2010 roku z przekształcenia dotychczasowego Instytutu Spotu w samodzielny wydział. Kształcił studentów na kierunku sport zaliczanym do nauk o kulturze fizycznej, na studiach stacjonarnych oraz niestacjonarnych. Wydział Nauk o Sporcie był jednostką monodyscyplinarną. W jego ramach znajdowało się: 5 samodzielnych katedr oraz 1 samodzielny zespół. W dniu 1 września 2020 roku decyzją Rektora, wydział został połączony z Wydziałem Wychowania Fizycznego.
Zatrudnionych było 58 pracowników naukowo-dydaktycznych (z czego 8 na stanowisku profesora zwyczajnego, 2 na stanowisku profesora nadzwyczajnego ze stopniem doktora habilitowanego, 33 na stanowisku adiunkta ze stopniem doktora i 15 pracowników z tytułem zawodowym magistra). Wydział współpracował również z emerytowanymi profesorami, których autorytet wspierał zarówno proces dydaktyczny, jak i przede wszystkim wymianę międzynarodową. Na wydziale studenci pobierali naukę na studiach dziennych, studiach zaocznych.

## Władze (2016-2020)
Dziekan: dr hab. Tadeusz Stefaniak, prof. AWF
Prodziekan ds Nauczania: dr Aneta Stosik
Prodziekan ds Nauki: dr hab. Adam Kawczyński
Prodziekan ds Studenckich i Sportu: dr hab. Jadwiga Pietraszewska

## Kierunki kształcenia
Wydział Nauk o Sporcie Akademii Wychowania Fizycznego we Wrocławiu prowadził studia pierwszego stopnia (licencjackie, 3-letnie) oraz studia drugiego stopnia (magisterskie uzupełniające, 2-letnie) na kierunku sport o następujących spcjalnościach:
- trenerska
- trener przygotowania motorycznego
- menedżer organizacji sportowej
- sport paraolimpijski
- odnowa biologiczna w sporcie
- żywienie i suplementacja w sporcie

## Struktura organizacyjna
- Katedra Dydaktyki Sportu[6]:
  - Zakład Teorii Treningu Sportowego
  - Zakład Sportów Indywidualnych
  - Zespół Sportów Walki
  - Pracownia Badań w Sporcie Wyczynowym

- Katedra Motoryczności Sportowca[7]:
  - Zakład Treningu Motoryczności
  - Zakład Antropologii Fizycznej

- Katedra Komunikacji i Zarządzania w Sporcie[8]:
  - Zakład Komunikacji Społecznej i Mediów
  - Zakład Organizacji i Zarządzania
  - Zespół Coachingu Sportowego

- Katedra Biologicznych Podstaw Sportu[9]:
  - Zakład Dietetyki
  - Zakład Medycyny Sportu

- Katedra Sportu Osób Niepełnosprawnych[10]:
  - Zakład Treningu w Sportach Osób Niepełnosprawnych
  - Zespół Odnowy Biologicznej
  - Zespół Treningu w Grach Sportowych

- Zespół Treningu w Grach Sportowych

## Adres
Wydział Nauk o Sporcie,
Akademii Wychowania Fizycznego we Wrocławiu,
al. Ignacego Jana Paderewskiego 35,
51-612 Wrocław.